# Borgomanero
Borgomanero est une commune italienne de la province de Novare dans la région du Piémont en Italie.
Elle se place au deuxième rang des villes les plus peuplées de la province après la capitale Novare. Elle est au centre d'une zone urbaine qui compte 51 686 habitants.

## Géographie
Borgomanero est située à environ 32 km au nord-ouest de Novare, dans un bassin plat au pied des premières chaînes de montagnes des Alpes, à quelques kilomètres du lac d'Orta.
Borgomanero est arroséé par l'Agogna qui la traverse du nord-est au sud-ouest, en direction du Pô. Le lit du cours d'eau a été détourné dans la seconde moitié du XVIIe siècle, pour des raisons agricoles. Auparavant, il entrait dans le centre-ville avec des fossés d'irrigation, recouverts plus tard ou remplis de terre.

## Histoire
Selon la légende, un groupe de treize personnes, de retour d'un pèlerinage à l'île Saint Jules, il a fondé le premier noyau de la ville, sur les rives de l'Agogna. La même légende raconte aussi l'origine du tapulon (it), le plat typique de la ville, fait avec des ingrédients simples que le groupe avait à sa disposition: la viande du seul âne portant leurs bagages, du vin et rien d'autre.
Le premier nom "officiel" de Borgomanero est Burgus sancti Leonardi. Ce nom provient de l'église San Leonardo, qui date probablement entre 1125 et 1150. À partir de 1198, on sait que Borgo San Leonardo possède la qualification de village franc, à savoir un village libéré de la servilité du comte qui y maintient une position d'autorité et d'influence.

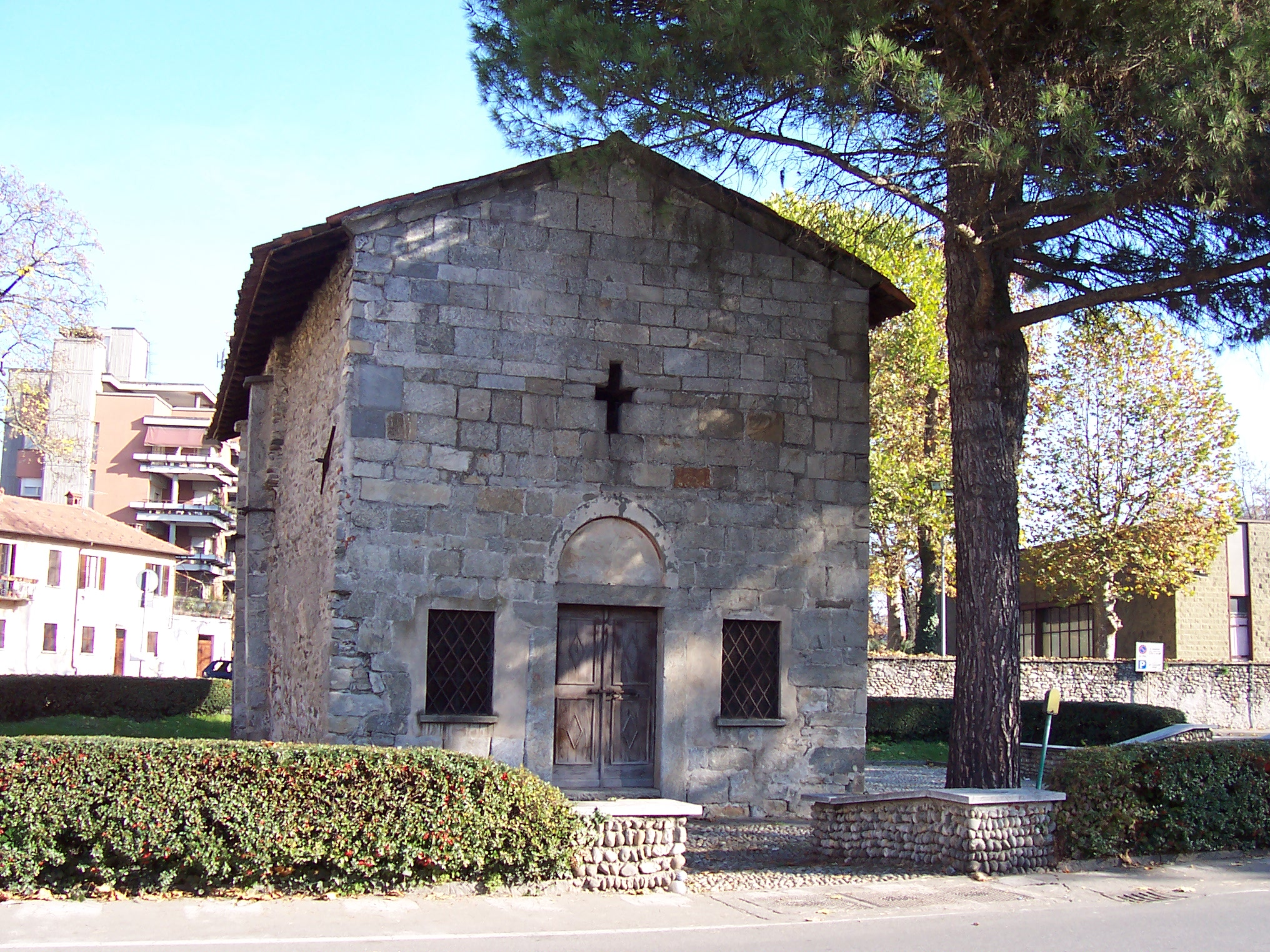
L'église San Leonardo

Le nom de Borgomanero vient de Giacomo Mainerio (Jacobus de Mayneriis), qui était podestat de Novare entre 1193 et 1194. Mainerio pensait que cet endroit était le plus approprié pour créer une place forte entre la Sesia et le Tessin et a imposé son nom, remplaçant celui de Borgo San Leonardo. La construction du nouveau village a entraîné presque certainement le démantèlement de la ville de San Leonardo, dont l'église, encore préservée, est restée en dehors des murs, utilisée peut-être comme l'église du cimetière. La nouvelle ville a été remaniée sur le modèle de la civitas romaine.
Plus tard, le village a continué de croître et a résisté à plusieurs sièges dans la guerre entre les Visconti et les Paléologues au XIVe siècle. Borgomanero a perdu une partie de son autonomie lorsque les ducs de Milan l'ont accordée en fief aux Tornielli (1412-1447) puis aux  Trivulzio (1466-1548).
En 1449, elle a été impliquée, en raison de son emplacement, dans l'affrontement entre le duc Francesco Sforza et Louis Ier de Savoie. Ses environs ont été le théâtre d'une bataille (it) remportée par les troupes commandées par le capitaine Lombard Bartolomeo Colleoni.
La ville est devenue plus tard un fief de la Maison d'Este pour plus de deux cents ans (1552-1757). Chose curieuse, Borgomanero n'a pas été touchée par la peste du milieu du XVIIe siècle qui a fait rage en Europe, alors que tous les villages environnants ont été affectés. Seuls quatre lépreux ont été expulsés de la ville et l'ordre a été donné de fermer les portes et d'isoler la ville jusqu'à ce que l'épidémie ne soit éteinte. Cette décision (remarquable du fait de l'ignorance de l'époque sur les contagions) a sauvé la ville de la peste.
Au début du XIXe siècle,  Borgomanero a perdu ses derniers murs, se transformant en un centre commercial et économique plus moderne.
Elle a pris une part active dans le Risorgimento italien : Parmi ses habitants, les frères Ercole et Antonio Maioni se sont exilés après avoir levé le drapeau tricolore à Turin en 1821, Maddalena Zoppis a perdu un œil pendant les cinq journées de Milan en 1848, Costantino Pagani a été l'un des Mille de Giuseppe Garibaldi. Il a également subi l'occupation autrichienne à la suite de la bataille de Novare.
Le XXe siècle rappelle des figures comme Mora et Gibin, médailles d'or de la Résistance, et Achille Marazza (it), membre du comité de libération nationale, qui, en 1967, a fait don à la ville de la villa et de la bibliothèque, aujourd'hui siège de la fondation qui porte son nom.

## Lieux et monuments

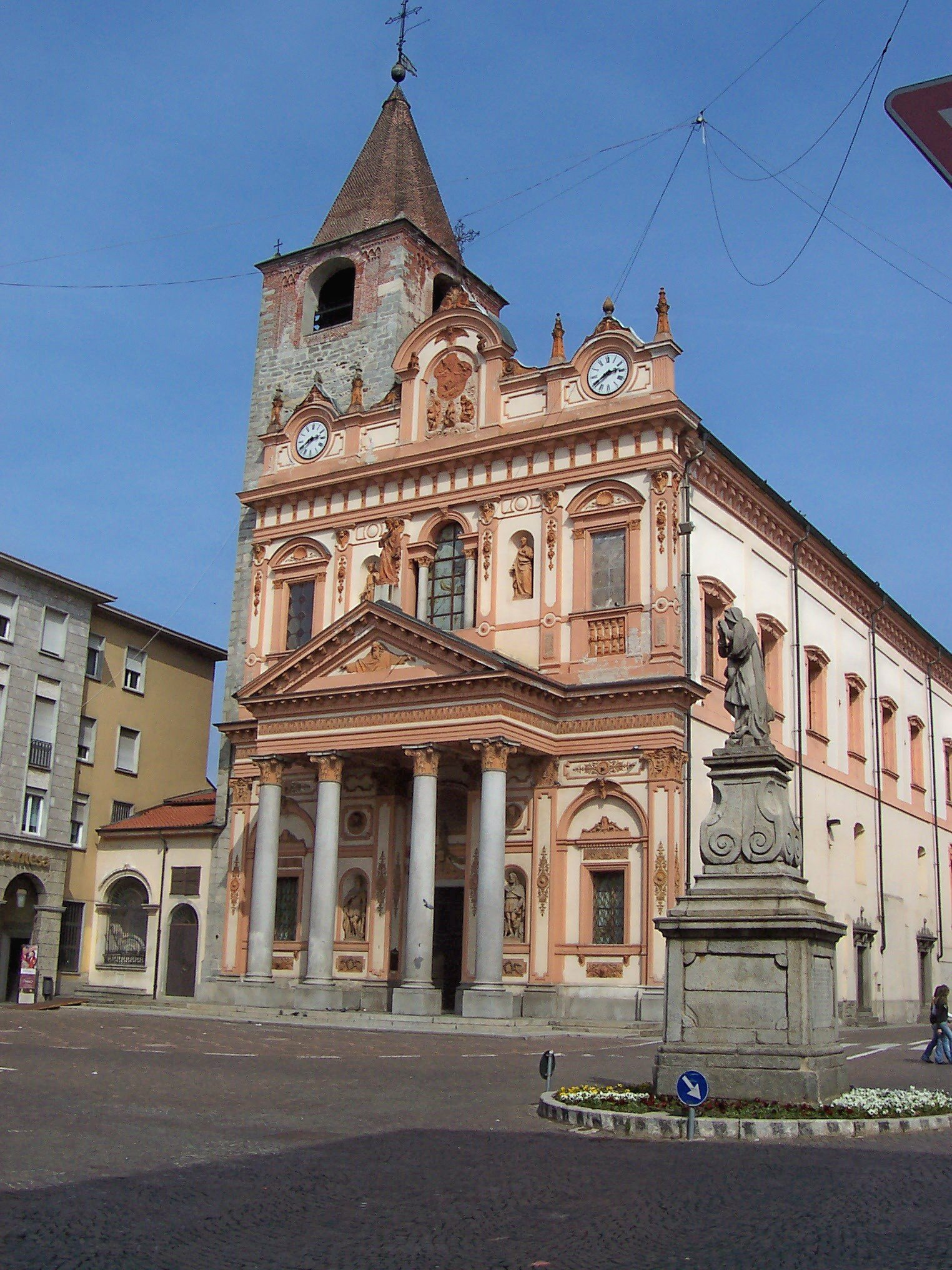
L'église San Bartolomeo

- Église paroissiale San Bartolomeo
- Église et oratoire San Leonardo
- Cascina et Torre Baraggiola
- Moulin de la Resiga
- Pallazzo d'Este
- Villa Marazza
- Château de Vergano

## Administration
| Période                                  | Période | Identité            | Étiquette                                 | Qualité |
| ---------------------------------------- | ------- | ------------------- | ----------------------------------------- | ------- |
| 1994                                     | 1997    | Maria Piera Pastore |                                           |         |
| 1998                                     | 2007    | Pierluigi Pastore   |                                           |         |
| 2007                                     | 2017    | Anna Tinivella      | Forza Italia puis Il Popolo della Libertà |         |
| 2017                                     | ...     | Sergio Bossi        | Centrodestra                              |         |
| Les données manquantes sont à compléter. |         |                     |                                           |         |

### Frazione
Rivano, San Marco, Santa Cristina, Santa Croce, Santo Stefano, Vergano, Piovino

### Communes limitrophes
Bogogno, Briga Novarese, Cressa, Cureggio, Fontaneto d'Agogna, Gargallo, Gattico, Gozzano, Invorio, Maggiora, Veruno

## Manifestations
- La fête du raisin (la Festa dell'Uva): c'est un évènement culturel qui se déroule en septembre depuis 1936. Pendant cette fête, on fait la course des anes (il Palio degli Asini) entre les quatre quartiers de Borgomanero.

## Langue locale
Les habitants de Borgomanero (Burbanee en dialecte lombard ) parlent une langue lombarde (Lombard occidental ou Lingua Insubre). Ce dialötu burbanelu est un dialecte lombard de transition entre le Lombard et le Piémontais.

## Sport
Le club de football local, l'Associazione Calcio Borgomanero, fondé en 1951, remporta le titre national du championnat de Serie D en 1961.

## Personnalités nées dans la ville
- Achille Marazza (it) (1894-1967), homme politique
- Anna Pavignano (1955), écrivaine.
- Carlo Gregorio Rosignoli (it) (1631-1707), jésuite.
- Eleonora Lo Bianco (1979), volleyeuse, championne du monde 2002.
- Natalia Viganò (1979) volleyeuse.
- Enrico Masseroni (it)(1939), archevêque de Verceil.
- Mattia Cassani (1983), footballeur international.
- Pasquale Fornara (1925-1990), cycliste.
- Piero Longhi (1965), pilote de rallye automobile.
- Piero Ghiglione (1883-1960), skieur et alpiniste international

## Jumelages
- Bad Mergentheim (Allemagne)
- Digne-les-Bains (France)